# Waldemar Torenstra
Waldemar Govinda Torenstra, né à Amsterdam le 29 mars 1974 , est un acteur néerlandais.

## Biographie
Pendant des années, Waldemar Torenstra a été acteur au Noord Nederlands Toneel (nl) (NNT) une compagnie de théâtre itinérante des Pays-Bas.

## Filmographie
- 2008 : Bride Flight de Ben Sombogaart : Frank
- 2018 : All You Need Is Love (nl) : Gerco